# 硼酸三钠
硼酸三钠是一种无机化合物，化学式为Na3BO3。它可由四硼酸钠和氧化钠在450 °C反应得到；或通过偏硼酸钠或氧化硼和碳酸钠在高温反应制得。
它在水中部分水解：
[BO
3]3− +  H
2O ⇌ [BO
2]−
 + 3OH−